# Max Franke
Max Franke (Lebensdaten unbekannt) war ein deutscher Fußballspieler.

## Karriere
Franke gehörte der Union Oberschöneweide an, für die er die Saison 1922/23 als Stürmer in den vom Verband Brandenburgischer Ballspielvereine organisierten Meisterschaft bestritt. Nachdem er das Rundenturnier der Gruppe A, bestehend aus zehn Mannschaften, nach Hin- und Rückspiel mit seiner Mannschaft als Erster abschließen konnte, gewann er mit ihr auch das Finale der Berliner Meisterschaft über den Sieger der Gruppe 2 Vorwärts 90 Berlin nach Hin- und Rückspiel mit 4:2. Damit war er mit seiner Mannschaft für die Endrunde um die Deutsche Meisterschaft qualifiziert, in der er in vier Spielen eingesetzt wurde, das Finale am 10. Juni 1923 in Berlin jedoch mit 0:3 gegen den Hamburger SV verlor. Mit seinem Tor im Wiederholungsspiel des zuvor torlos gebliebenen Viertelfinales gegen den 1. Bielefelder FC Arminia in der 90. Minute zum 1:1-Ausgleich, dem das Siegtor durch Hermann Lux in der 125. Minute folgte, trug er zuvor zum Einzug ins Halbfinale bei.

## Erfolge
- Zweiter der Deutschen Meisterschaft 1923
- Berliner Meister 1923